# Tymofiy Muzychuk
Tymofiy Muzychuk (en ucraniano, Тимофій Музичук) (Pisochne, óblast de Volinia, 6 de febrero de 1993) es un músico ucraniano, conocido principalmente por ser vocalista y multiinstrumentista de la banda «Kalush Orchestra».

## Biografía
Muzychuk nació el 6 de febrero de 1993 en Pisochne, un pequeño pueblo en el oeste de Ucrania localizado en el óblast de Volinia. Su familia cuenta con tradición musical: su madre es profesora de música folclórica (y quien le enseñó a tocar instrumentos tradicionales), mientras que su abuela fue directora del grupo folclórico del pueblo en su juventud.
Como músico, actuó en varios festivales a lo largo y ancho de Ucrania, además de ser miembro de diferentes conjuntos musicales como «Budmo», «Dnipro», «MNISHEK», «Kralytsya» y «Zgarda». En este último grupo tuvo por compañero a Ihor Didenchuk, quien más adelante lo presentaría a Kalush Orchestra.
De 2010 a 2012 se desempeñó como docente en la Escuela Estatal de Música de la localidad de Hirka Polonka, en Volinia.
Desde 2015 trabaja como profesor en el Palacio de Niños y Jóvenes de Kiev.

## Educación
En 2012 se graduó de la Escuela Profesional de Cultura y Artes de Volinia con una licenciatura en Instrumentos Populares.
En 2017 se graduó de la Universidad Nacional de Cultura y Artes de Kiev con una licenciatura en Folclore.
Dos de quienes serían sus compañeros en Kalush Orchestra, Ihor Didenchuk y Vitaliy Duzhik, también estudiaron en estas dos instituciones.

## Festival de la Canción de Eurovisión 2022
El 14 de mayo de 2022, Muzychuk, como miembro de la banda Kalush Orchestra, ganó el Festival de la Canción de Eurovisión celebrado en Turín. El estribillo de la canción ganadora, «Stefania», consiste en la melodía de su telenka, un tipo de flauta tradicional ucraniana.

## Familia
Su madre, Svetlana, es profesora de música folclórica, mientras que su hermano menor, Nazar, es militar. El último se encuentra actualmente luchando en la guerra contra Rusia.

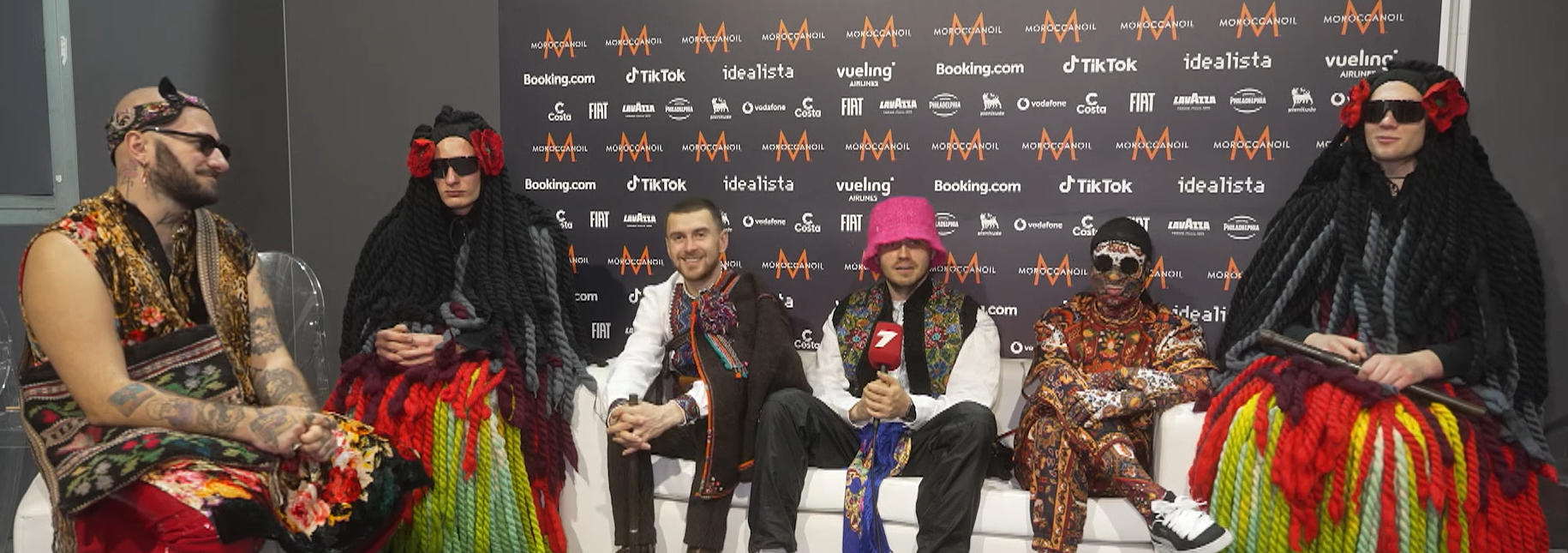
Antes de la actuación en Eurovisión 2022 (Timofiy es el tercero desde la izquierda)